# Saint-Martin-lès-Seyne
Saint-Martin-lès-Seyne é uma comuna francesa na região administrativa da Provença-Alpes-Costa Azul, no departamento dos Alpes da Alta Provença. Estende-se por uma área de 12,27 km². Em 2010 a comuna tinha 15 habitantes (densidade: 1,2 hab./km²).